# Cleo Brown
| Cleo Brown                                | Cleo Brown                                |
| Kattints az alábbi külső linkek egyikére! | Kattints az alábbi külső linkek egyikére! |
| ----------------------------------------- | ----------------------------------------- |
| Nem található szabad kép.(?)              |                                           |
| külső link · jogvédett                    | Cleo Patra Brown                          |

Cleo Brown (Cleopatra Brown, vagy C. Patra Brown, vagy Cleo Patra Brown) (Meridian, 1909. december 8. – Denver, 1995. április 15.) amerikai dzsesszénekes és zongorista. Az első nő, aki a National Endowment for the Arts ösztöndíjban részesült.

## Pályakép
Gyerekként a baptista egyházban zongorázott. 1919-ben, amikor a családja Chicagóba költözött, attól a testvérétől tanult zongorázni, aki Pine Top Smith-nél dolgozott és boogie-woogie-t játszott talpalávalónak. 1923-tól különböző klubokban is fellépett. 1935-ben Fats Wallert helyettesítette a New York-i WABC rádióállomáson. Az 1930-as évektől az 1950-es évekig rendszeresen turnézott az Egyesült Államokban és számos humoros számot rögzített.
Az 1970-es évek közepétől 1981-ig C. Patra Brown néven rádióműsorokban szerepelt  Denverben. A boogie-woogie-t lassúbb, inspirálóbb előadásmódra cserélte. A Nemzeti Rádióban is rendszeresen szerepelt.
Játékát gyakran hasonlították Fats Walleréhez és Dave Brubeckéhez.

## Albumok
- Here Comes Cleo
- The Legendary Cleo Brown
- Living in the Afterglow
- 1935-1951
- Complete Recorded Works March 1935 - June 1935

## Lemezek
- Lookie, Lookie, Lookie, here comes Cookie
- You're a heavenly thing
- I'll take the South
- The stuff is here and it's mellow
- Boogie woogie (Pinetop's boogie woogie)
- 'Way back home, part 2-2
- When Hollywood goes black and tan
- When
- You're my fever
- Breakin' in a pair of shoes
- Latch on
- Slow poke
- Love in the first degree
- My gal mezzanine